# Атлантическа сьомга
Атлантическата сьомга (Salmo salar), още езерна сьомга, е вид лъчеперка от семейство Пъстървови (Salmonidae).

## Разпространение
Видът е разпространен в Белгия, Великобритания, Германия, Гренландия, Дания, Естония, Ирландия, Исландия, Испания, Италия, Канада, Латвия, Литва, Нидерландия, Норвегия, Полша, Португалия, Русия, САЩ, Словакия, Фарьорски острови, Финландия, Франция и Швеция. Внесен е в Аржентина, Австралия, Чили и Нова Зеландия.
Регионално е изчезнал в Чехия и Швейцария.